# Porträtt av Madame Trudaine
Porträtt av Madame Trudaine är en ofullbordad målning av den franska konstnären Jacques-Louis David. Den föreställer troligen 
Louise Micault de Courbeton, hustru till Charles-Louis Trudaine, en vän till konstnären, som beställde det år 
1791–1792.
Familjen Trudaine tillhörde det liberala borgerskapet "haute bourgeoisie" och var i början positivt inställda till den franska revolutionen och inbjöd konstnärer och poeter, bland andra André Chénier till sina salonger i place des Vosges i Paris. Porträttet, som tidigare ansågs visa Madame Chalgrin, dotter till målaren Joseph Vernet, avslutades inte eftersom Jacques-Louis David radikaliserades och blev ovänner med familjen.
Madame Trudaine sitter på en enkel stol med händerna korsade. Hon är iklädd en enkel svart klänning,  ett blått bälte med rosett och en vit krage. Hon ser bekymrad ut och håret är okammat. Den matterade bakgrunden i rött förstärker intimiteten mellan modell och betraktare. Porträttet skiljer sig från dem som David målade före revolutionen och stilen påminner om hans porträtt av Madame Récamier.